# Amoremorte
Amoremorte è un cortometraggio del 2007 diretto da Armando Ceste.

## Trama
Un uomo anziano, solitario, filosofo ed esperto in arte culinaria, si trova in una stanza d'ospedale, in procinto di morire dopo aver subito un infarto. Attraverso un'intersezione di sogni e realtà, il passato e il presente si mescolano mentre ripercorre il significato della sua vita, l'amore e la morte. L'unico spettatore di queste riflessioni è una giovane infermiera bulgara.

## Produzione
Parte del recitato proviene dal libro di Egisto Volterrani Amore-ricette (2007).

## Distribuzione
Il film è stato presentato in concorso il 24 novembre 2008 al 13º Festival internazionale del cortometraggio di Siena .